# Falling Man
Falling Man ist ein 2007 erschienener Roman des US-amerikanischen Schriftstellers Don DeLillo. Der Roman thematisiert die Konsequenzen der Terroranschläge vom 11. September 2001 für ein in die Ereignisse verwickeltes Paar und die Gedanken des Terroristen Hammad.
Die deutsche Übersetzung erschien im Oktober 2007 im Verlag Kiepenheuer & Witsch.

## Inhalt
Keith und Lianne leben zusammen mit ihrem Sohn Justin in New York. Keith arbeitet in einer Anwaltskanzlei im World Trade Center. Ausgangspunkt des Romans sind die Terroranschläge vom 11. September 2001, bei denen zwei Flugzeuge in die beiden Türme des World Trade Centers flogen, die daraufhin einstürzten.
Zum Zeitpunkt der Anschläge ist Keith im Nordturm der Zwillingstürme. Er kann sich zwar retten (De Lillo beschreibt ihn nach der bekannten Fotografie vom 11. September 2001, auf der ein Mann mit verdrecktem Anzug und einer Aktentasche zu sehen ist, der sich inmitten der Trümmer vom World Trade Center befindet und sich ein Tuch vor den Mund hält), ist aber psychisch von den Ereignissen gestört und kapselt sich langsam von seiner Ex-Frau Lianne und ihrem gemeinsamen Sohn Justin ab. Er beginnt eine Affäre mit einer Frau namens Florence, die sich zum Zeitpunkt der Anschläge auch im World Trade Center befand. Zum Ende des Romans hin verbringt er fast seine gesamte Zeit in Las Vegas und spielt dort Poker. Infolgedessen vereinsamt auch Lianne, der nun ein Halt in ihrem Leben fehlt. Das Trauma bleibt unaufgelöst: Anders als die anderen Schriftsteller, die sich literarisch mit den Terroranschlägen vom 11. September auseinandersetzten, darunter Siri Hustvedt, Jay McInerney und Ken Kalfus, bietet DeLillo weder ein versöhnliches Ende noch einen distanzierten Blick auf die Geschehnisse.
Lianne begegnet wiederholt dem titelgebenden „Falling Man“. Dabei handelt es sich um einen anonymen Performance-Künstler, der die bekannte Fotografie The Falling Man nachstellt, die am Tag nach den Terroranschlägen in vielen Zeitungen zu finden war. Auf ihr ist ein Mann zu sehen, der (mutmaßlich) sich aus den vom Feuer abgeschnittenen oberen Stockwerken des World Trade Centers gestürzt hat und sich nun kopfüber im freien Fall befindet. Der Künstler lässt sich, nur rudimentär gesichert, kopfüber von Gebäuden abseilen, und stellt nach der Schweizer Kulturwissenschaftlerin Christina Rickli den „Hüter von New Yorks traumatisiertem kollektivem Bewusstsein“ dar.
Parallel zur Geschichte von Keith und Lianne beschäftigt sich ein weiterer Handlungsstrang mit den Gefühlen und Gedanken eines Terroristen der Hamburger Terrorzelle. Don DeLillo stellt diesen Hammad, der am Ende des Romans beim Aufprall des Flugzeugs in einem der beiden Türme stirbt, als eine Person dar, die zwar letztendlich der Ideologie des islamistischen Terrorismus folgt, jedoch von erheblichen Selbstzweifeln geprägt ist.

## Kritiken
„Was diesen neuen Roman nun so atemberaubend macht, ist die Art, wie Erzählerisches und Essayistisches in ein Gleichgewicht gebracht werden, sprachlich knapper, purer noch als in Mao II oder DeLillos großem Atombombe-trifft-Baseball-Roman Underworld. Es ist eine Meditation darüber, was es bedeutet, in diesen Zeiten zu leben und in diesen Räumen, wie es DeLillo etwas metaphysisch angehaucht sagt.“

„Falling Man ist sperrig, über weite Strecken erstaunlich unspannend und zugleich ein Paradebeispiel dafür, was Literatur dokumentarisch zu leisten vermag. DeLillo liefert hier nicht weniger als ein Seismogramm der New Yorker Seelenlage nach dem Fall der Türme.“